# Yossi Klein Halevi

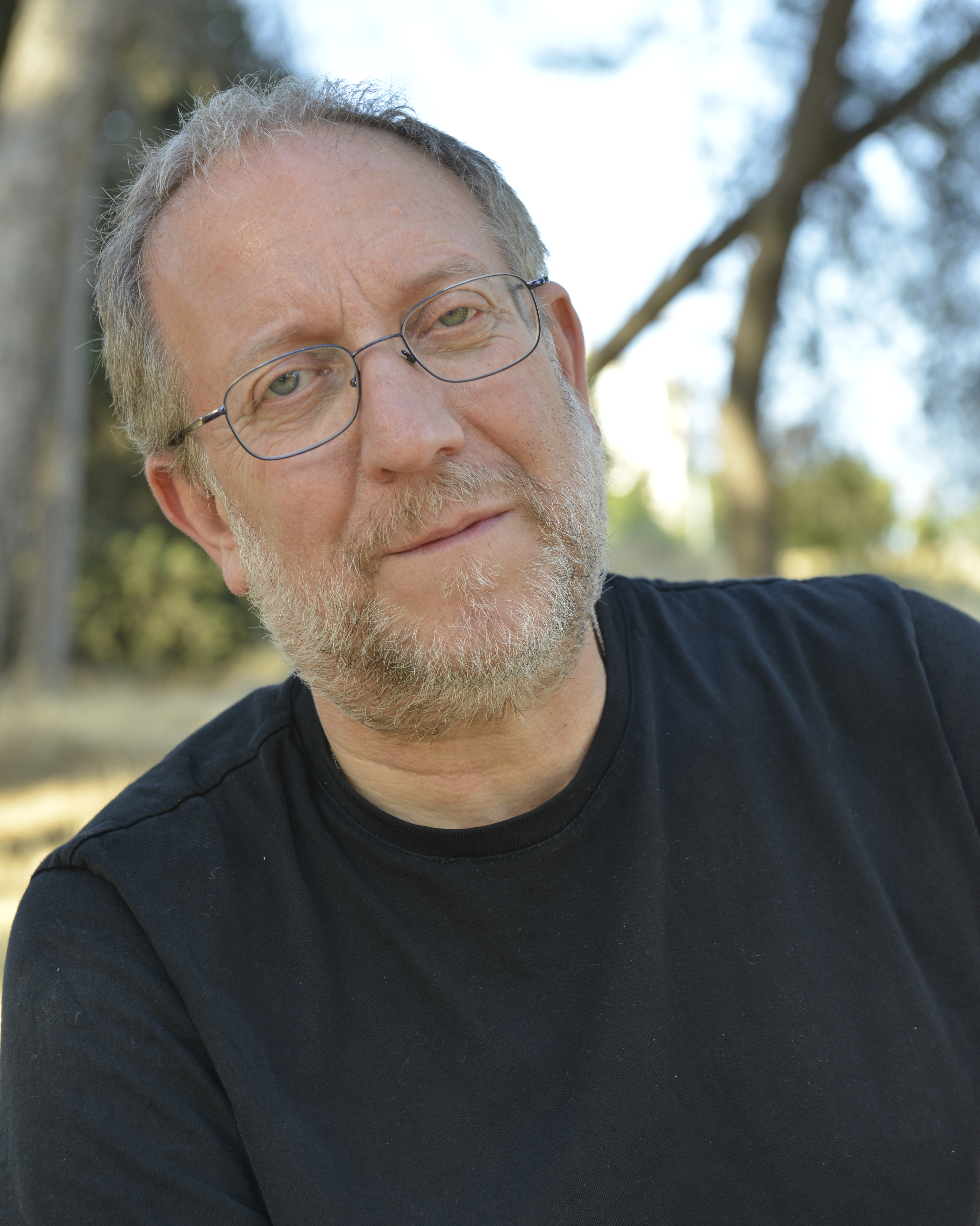
Yossi Klein Halevi, 2012

Yossi Klein Halevi (geboren 1953 in USA) ist ein israelischer Autor und Journalist.

## Biografie
Halevi ist in Borough Park, Brooklyn in New York in einer jüdischen Familie geboren und aufgewachsen. Sein Vater war ein in Ungarn geborener Holocaustüberlebender. 1978 absolvierte Halevi einen Bachelor in Jewish Studies im Brooklyn College und seinen Master in Journalismus an der Northwestern University. Seit 1982 lebt er mit seiner Frau Sarah (geborene Lynn Rintoul) in Israel.

## Journalistische und literarische Karriere
Halevi arbeitete als Autor beim zweiwöchentlich erscheinenden Magazin The Jerusalem Report seit dessen Gründung bis 2002. Er schrieb Kolumnen für The Jerusalem Post und beschäftigte sich regelmäßig mit israelischen Themen im Kommentarteil der Los Angeles Times, gelegentlich schrieb er für die New York Times und Washington Post. Sein erstes Buch Memoirs of a Jewish Extremist wurde 1995 veröffentlicht, worin er seine Auseinandersetzung mit dem Rabbiner Meir Kahane beschreibt.
2001 veröffentlichte er das Buch At the Entrance to the Garden of Eden: A Jew's Search for God with Christians and Muslims in the Holy Land, in dem er seinen spirituellen Werdegang als religiöser Jude in der Welt des Christentums und des Islam in Israel reflektiert. Halevi nahm an Meditationen und Gebeten in verschiedenen Klöstern teil, um deren Leben und Sprache kennenzulernen.
Im Anschluss war Halevi Fellow am Shalom Hartman Institute, einem Studiencenter in Jerusalem, und Korrespondent bei der The New Republic. Er ist als Dozent an US-amerikanischen und kanadischen Instituten tätig und beschäftigt sich dabei hauptsächlich mit Themen der israelischen Politik und Kultur. Seit 2013 unterrichtet er am Jewish Theological Seminary in New York City.
Halevis Buch Like Dreamers: The Story of the Israeli Paratroopers who Reunited Jerusalem and Divided A Nation erschien im Oktober 2013 im Verlag HarperCollins.

## Politische Arbeit
Halevi war tätig in der Rekonziliationsforschung des Mittleren Ostens und ist Vorsitzender des Open House, eines arabisch-jüdischen Studienprojektes in Ramle. Er war Gründer und Mitglied des ehemaligen Israelisch-Palästinensischen Medienforums, in dem palästinensische und jüdische Journalisten zusammenarbeiten und forschen.

## Film
1985 erschien der Dokumentarfilm Kaddish, produziert von Steve Brand, in dem die Beziehung zu seinem Vater, einem Holocaustüberlebenden, filmisch reflektiert wird. Die Zeitung Village Voice bezeichnete diesen Film als den besten des Jahres.

## Veröffentlichungen
- Memoirs of a Jewish Extremist, New York-Boston: Little Brown and Company, 1995. ISBN 978-0-316-49860-9
- At the Entrance to the Garden of Eden: A Jew's Search for God with Christians and Muslims in the Holy Land. Morrow, New York 2001 (englisch, google.com).; HarperCollins, 2002, ISBN 978-0-06-050582-0
- Am Eingang zum Garten Eden: Suche nach Hoffnung mit den Religionen im Heiligen Land, ISBN 978-3-8306-7371-2, EOS-Verlag, St. Ottilien, 2009.
- בפתח גן העדן,  ISBN 965-07-1539-8, Shalom Hartman Institute, Keter, Jerusalem, Israel, 2007.
- Like Dreamers: The Story of the Israeli Paratroopers who Reunited Jerusalem and Divided a Nation, HarperCollins, 2013